# Шейнер, Якоб
Якоб Шейнер (нем. Jakob Scheiner; 22 февраля 1820, Зиген — 8 декабря 1911, Потсдам, Германская империя) — немецкий художник-пейзажист, строитель, специалист в области промышленной архитектуры.

## Биография
С 1835 года обучался специальности техника-чертёжника и работал в геодезическом бюро в родном городе. Стажировался в Берлине и Копенгагене, стал литографом.
В 1845 году основал литографическую компанию J. Scheiner & Comp. В 1865 году создал 48 литографий для проекта строительства железнодорожной компании Кельн-Минден, построившей линию Кельн-Гиссен, которые показывают планы местности, мостов, туннелей, зданий вокзалов и технических систем, включая отдельные виды города.
С 1872 году стал независимым художником, работал вместе со своим сыном художником в Кельне. 
Живописец-пейзажист, известный за пределами своей родины, чьи работы также демонстрировались на всемирных выставках в Париже в 1867 году и Вене в 1867 и 1873 г. Автор картин с изображение окрестностей его родины, в частности городских стен Кельна, замков, гаваней, промышленных предприятий (так называемой,  промышленной живописи), литографических работ для известных компаний черной металлургии и машиностроения.
Занимался изысканиями в области промышленной архитектуры.  Его сын Вильгельм Шейнер также стал художником. 